# Andorra a 2019-es rövid pályás úszó-Európa-bajnokságon
Andorra a skóciai Glasgow-ban megrendezett 2019-es rövid pályás úszó-Európa-bajnokság egyik részt vevő nemzete volt, melyen két férfi és két női sportolóval képviseltette magát.

## Eredmények

### Férfi
| Versenyző              | Versenyszám    | Előfutam | Előfutam | Előfutam | Elődöntő | Elődöntő | Elődöntő | Döntő   | Döntő    |
| Versenyző              | Versenyszám    | Idő      | Hely.    | Össz.    | Idő      | Hely.    | Össz.    | Idő     | Helyezés |
| ---------------------- | -------------- | -------- | -------- | -------- | -------- | -------- | -------- | ------- | -------- |
| Tomas Lomero Arenas    | 50 m gyors     | 23,80    | 7.       | 66.      | kiesett  | kiesett  | kiesett  | kiesett | kiesett  |
| Tomas Lomero Arenas    | 100 m gyors    | 51,87    | 3.       | 68.      | kiesett  | kiesett  | kiesett  | kiesett | kiesett  |
| Tomas Lomero Arenas    | 200 m gyors    | 1:53,96  | 5.       | 54.      |          |          |          | kiesett | kiesett  |
| Tomas Lomero Arenas    | 100 m pillangó | 56,25    | 1.       | 57.      | kiesett  | kiesett  | kiesett  | kiesett | kiesett  |
| Patrick Pelegrina Cuén | 50 m mell      | 29,34    | =7.      | =46.     | kiesett  | kiesett  | kiesett  | kiesett | kiesett  |
| Patrick Pelegrina Cuén | 100 m mell     | 1:05,14  | 6.       | 45.      | kiesett  | kiesett  | kiesett  | kiesett | kiesett  |
| Patrick Pelegrina Cuén | 100 m vegyes   | 58,91    | 8.       | 45.      | kiesett  | kiesett  | kiesett  | kiesett | kiesett  |

____
= – egy másik versenyzővel azonos eredményt ért el

### Női
| Versenyző             | Versenyszám  | Előfutam | Előfutam | Előfutam | Elődöntő | Elődöntő | Elődöntő | Döntő   | Döntő    |
| Versenyző             | Versenyszám  | Idő      | Hely.    | Össz.    | Idő      | Hely.    | Össz.    | Idő     | Helyezés |
| --------------------- | ------------ | -------- | -------- | -------- | -------- | -------- | -------- | ------- | -------- |
| Mónica Ramírez Abella | 50 m gyors   | 26,65    | 5.       | 51.      | kiesett  | kiesett  | kiesett  | kiesett | kiesett  |
| Mónica Ramírez Abella | 100 m gyors  | 57,71    | 6.       | 55.      | kiesett  | kiesett  | kiesett  | kiesett | kiesett  |
| Mónica Ramírez Abella | 200 m gyors  | 2:04,55  | 8.       | 47.      |          |          |          | kiesett | kiesett  |
| Nàdia Tudó Cubells    | 100 m mell   | 1:10,45  | 2.       | 52.      | kiesett  | kiesett  | kiesett  | kiesett | kiesett  |
| Nàdia Tudó Cubells    | 200 m mell   | 2:31,43  | 3.       | 40.      |          |          |          | kiesett | kiesett  |
| Nàdia Tudó Cubells    | 100 m vegyes | 1:04,53  | 6.       | 46.      | kiesett  | kiesett  | kiesett  | kiesett | kiesett  |
| Nàdia Tudó Cubells    | 400 m vegyes | 4:57,82  | 8.       | 28.      |          |          |          | kiesett | kiesett  |

### Vegyes számok
| Versenyző                                                                           | Versenyszám     | Előfutam | Előfutam | Előfutam | Elődöntő | Elődöntő | Elődöntő | Döntő   | Döntő    |
| Versenyző                                                                           | Versenyszám     | Idő      | Hely.    | Össz.    | Idő      | Hely.    | Össz.    | Idő     | Helyezés |
| ----------------------------------------------------------------------------------- | --------------- | -------- | -------- | -------- | -------- | -------- | -------- | ------- | -------- |
| Tomas Lomero Arenas Patrick Pelegrina Cuén Mónica Ramírez Abella Nàdia Tudó Cubells | 4 × 50 m gyors  | DSQ      | DSQ      | DSQ      |          |          |          | kiesett | kiesett  |
| Mónica Ramírez Abella Patrick Pelegrina Cuén Tomas Lomero Arenas Nàdia Tudó Cubells | 4 × 50 m vegyes | 1:49,18  | 9.       | 19.      |          |          |          | kiesett | kiesett  |

____
DSQ – a váltót kizárták